# 韦松拉罗迈讷
韦松拉罗迈讷（法語：Vaison-la-Romaine，法語發音：[vɛzɔ̃ la ʁɔmɛn]），法国东南部城市，普罗旺斯-阿尔卑斯-蓝色海岸大区沃克吕兹省的一个市镇，隶属于卡庞特拉区，其市镇面积为26.99平方公里，2022年1月1日时人口数量为5,920人，在法国城市中排名第1,868位。
韦松拉罗迈讷位于沃克吕兹省北部，乌韦兹河畔，是一个区域性的中心城市，多条公路在此交汇。韦松拉罗迈讷的建城史超过两千年，古罗马时期曾为纳博讷高卢行省最重要的城市之一。

## 地名来源
“Vaison”一名可能出自瓦西奥，后者为一名凯尔特神话人物，其生平不详；“-la-Romaine”这一后缀自1924年起成为当地官方名称的一部分。
韦松拉罗迈讷所在区域历史上曾通行奥克语普罗旺斯方言，“Vaison-la-Romaine”在奥克语维基百科及Openstreetmap中被标记为“Vaison”。

## 历史

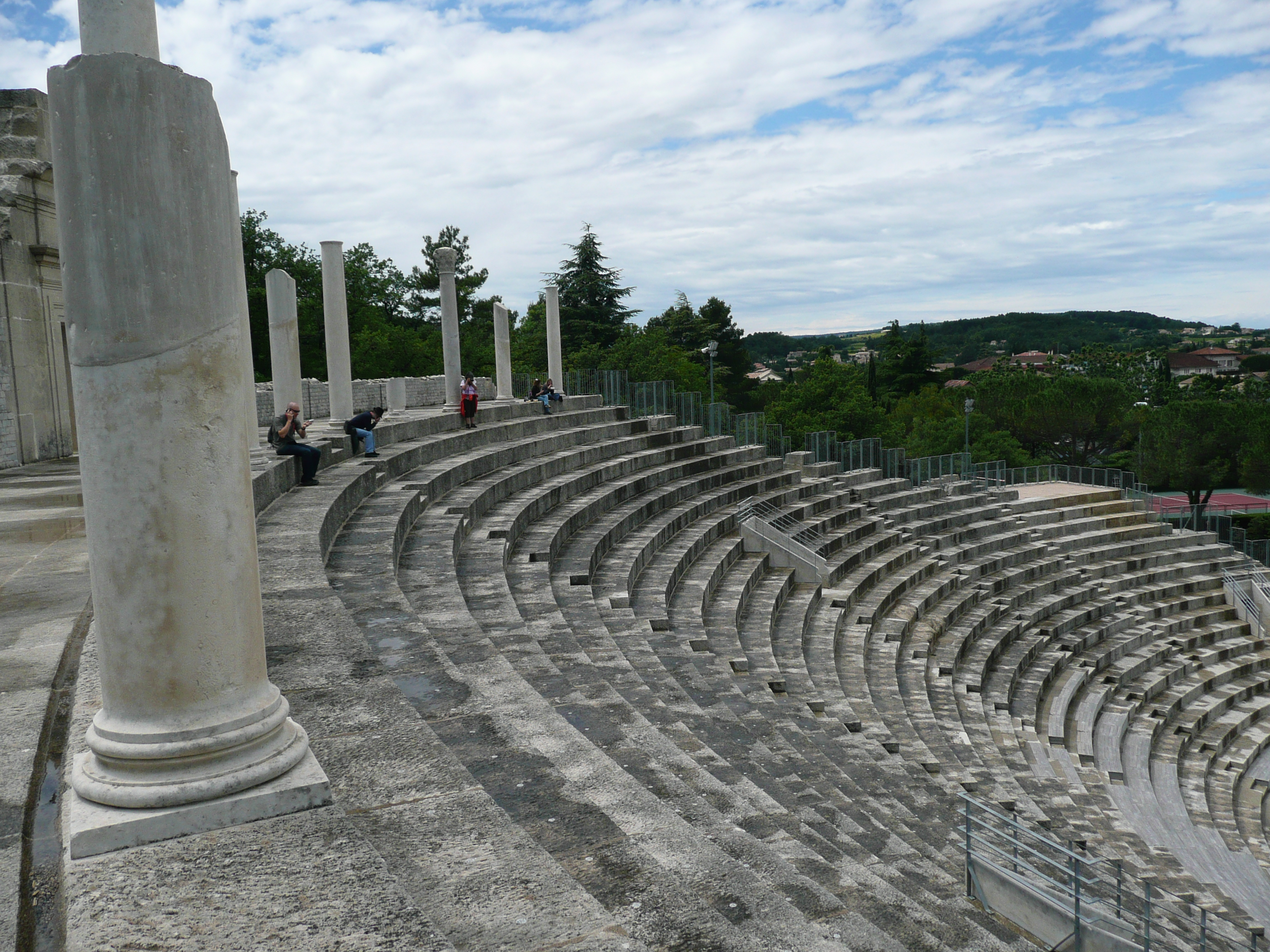
韦松罗马剧场遗址

韦松拉罗迈讷在古典时期以前就已形成聚落。公元前七世纪时，利古里亚人在乌韦兹河流域活动。约公元前四世纪时，凯尔特部落沃孔斯人迁徙至普罗旺斯地区，其中的一支在乌韦兹河畔创建瓦西奥作为都城。公元前125年，瓦西奥被古罗马人攻占，成为纳博讷高卢的一部分。瓦西奥在古典时期长期为纳博讷高卢最富饶的城池之一，至公元一世纪末，瓦西奥发展达到巅峰状态，其城市面积超过70公顷，当地出现了大量罗马式建筑，包括引水渠、大剧场、歌剧院、浴场等设施以及一座横跨乌韦兹河的桥梁。此后，受到古罗马帝国衰败的影响，瓦西奥日趋衰落，公元五世纪的外敌入侵使其遭到严重破坏，当地的居民大部分逃离或迁徙至地势较高的地区。中世纪初，韦松为勃艮第王国的一部分，后被划入普罗旺斯侯国，图卢兹伯爵雷蒙六世于12世纪末在韦松兴建了一处城堡。13世纪后，韦松成为沃奈桑伯爵领地的一部分。1791年，沃奈桑伯爵领地并入法国，韦松自1793年起成为沃克吕兹省的一个市镇。途径韦松拉罗迈讷的奥朗日—比莱巴罗尼铁路于1907年建成通车，后于1952年关闭。第二次世界大战期间，韦松拉罗迈讷民间曾出现多个抵抗运动组织，纳粹德军于1944年3月和6月在此处决了数名组织成员。1984年，韦松拉罗迈讷创办每年一度的汽车拉力赛。1992年9月，韦松拉罗迈讷发生严重洪涝灾害，造成当地37人身亡。

## 地理

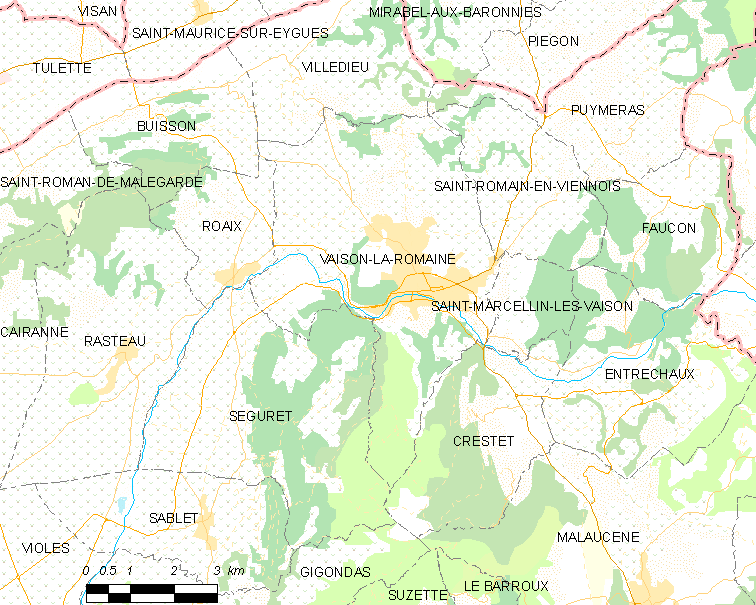
韦松拉罗迈讷市镇范围地图

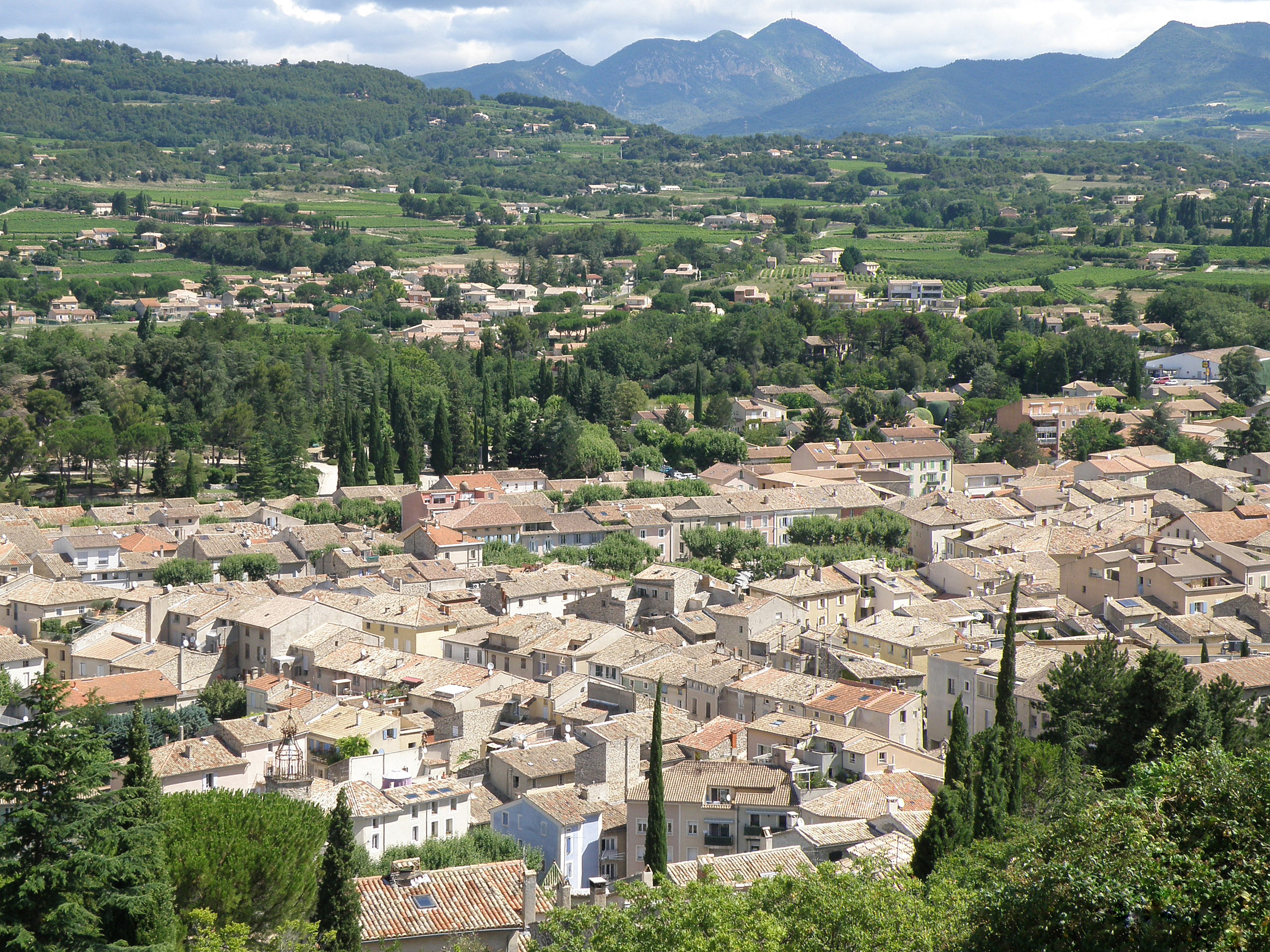
远眺韦松拉罗迈讷镇中心北部

韦松拉罗迈讷位于法国东南部，普罗旺斯-阿尔卑斯-蓝色海岸大区西北部和沃克吕兹省北部，距离省会阿维尼翁大约53公里。与韦松拉罗迈讷接壤的市镇包括：比松、维勒迪约、维耶努瓦地区圣罗曼、罗艾克斯、塞居雷、圣马塞兰莱韦松和克雷斯泰。

### 地形
韦松拉罗迈讷位于旺图山西侧的一处山前地带，境内以浅丘和丘陵为主，市镇范围南部深入旺图山腹地，镇中心位于一处河谷地带，北侧相对开阔，外缘地区地势较高，部分区域起伏明显，全境海拔在156到493米之间。

### 水文
韦松拉罗迈讷位于罗讷河流域范围内，乌韦兹河自东向西穿越镇中心，其右岸支流洛宗河在市区东部与其交汇。

### 植被
韦松拉罗迈讷属于温带阔叶混交林，部分低海拔地区有硬叶林分布，市镇南部和西部的山地地区有大片天然林地分布。
在鲜花城市的评比中，韦松拉罗迈讷被评为3星级鲜花城市。

### 气候
韦松拉罗迈讷在柯本气候分类法中属于地中海气候。
距离韦松拉罗迈讷最近的常年气象站位于塞居雷境内，以下为该气象站的数据（其中日照数据取自卡庞特拉气象站）：
| 塞居雷 1981年－2010年 | 塞居雷 1981年－2010年 | 塞居雷 1981年－2010年 | 塞居雷 1981年－2010年 | 塞居雷 1981年－2010年 | 塞居雷 1981年－2010年 | 塞居雷 1981年－2010年 | 塞居雷 1981年－2010年 | 塞居雷 1981年－2010年 | 塞居雷 1981年－2010年 | 塞居雷 1981年－2010年 | 塞居雷 1981年－2010年 | 塞居雷 1981年－2010年 | 塞居雷 1981年－2010年 |
| 月份                  | 1月                   | 2月                   | 3月                   | 4月                   | 5月                   | 6月                   | 7月                   | 8月                   | 9月                   | 10月                  | 11月                  | 12月                  | 全年                  |
| --------------------- | --------------------- | --------------------- | --------------------- | --------------------- | --------------------- | --------------------- | --------------------- | --------------------- | --------------------- | --------------------- | --------------------- | --------------------- | --------------------- |
| 历史最高温 °C（°F）   | 19.5 (67.1)           | 22 (72)               | 27 (81)               | 31 (88)               | 34 (93)               | 38 (100)              | 41.5 (106.7)          | 42 (108)              | 34.5 (94.1)           | 30 (86)               | 22 (72)               | 20.5 (68.9)           | 42 (108)              |
| 平均高温 °C（°F）     | 9.5 (49.1)            | 10.8 (51.4)           | 15 (59)               | 17.8 (64.0)           | 22.7 (72.9)           | 26.9 (80.4)           | 30.3 (86.5)           | 29.9 (85.8)           | 24.4 (75.9)           | 19.5 (67.1)           | 13.1 (55.6)           | 10 (50)               | 19.2 (66.6)           |
| 日均气温 °C（°F）     | 5.1 (41.2)            | 6 (43)                | 9.5 (49.1)            | 12.3 (54.1)           | 16.7 (62.1)           | 20.3 (68.5)           | 23.2 (73.8)           | 22.9 (73.2)           | 18.4 (65.1)           | 14.5 (58.1)           | 8.8 (47.8)            | 5.9 (42.6)            | 13.6 (56.5)           |
| 平均低温 °C（°F）     | 0.7 (33.3)            | 1.2 (34.2)            | 4 (39)                | 6.7 (44.1)            | 10.6 (51.1)           | 13.7 (56.7)           | 16.1 (61.0)           | 15.9 (60.6)           | 12.4 (54.3)           | 9.4 (48.9)            | 4.5 (40.1)            | 1.9 (35.4)            | 8.1 (46.6)            |
| 历史最低温 °C（°F）   | −16 (3)               | −11.5 (11.3)          | −11.5 (11.3)          | −2 (28)               | 1 (34)                | 2.5 (36.5)            | 7 (45)                | 5 (41)                | 1.5 (34.7)            | −2 (28)               | −8 (18)               | −11 (12)              | −16 (3)               |
| 平均降水量 mm（）     | 58.3 (2.30)           | 45.6 (1.80)           | 48.5 (1.91)           | 74.3 (2.93)           | 71.4 (2.81)           | 41.4 (1.63)           | 35.4 (1.39)           | 47.4 (1.87)           | 100.6 (3.96)          | 105.9 (4.17)          | 77.4 (3.05)           | 59.2 (2.33)           | 765.4 (30.13)         |
| 月均日照時數          | 149.3                 | 174.3                 | 231.7                 | 240.6                 | 279.8                 | 325.9                 | 361.7                 | 322.8                 | 251.3                 | 185.5                 | 152.1                 | 136.8                 | 2,811.8               |
| 来源：infoclimat.fr   |                       |                       |                       |                       |                       |                       |                       |                       |                       |                       |                       |                       |                       |

## 行政区划
韦松拉罗迈讷的市镇编号为84137，邮政编号为84110。
在行政管理方面，韦松拉罗迈讷隶属于法国普罗旺斯-阿尔卑斯-蓝色海岸大区沃克吕兹省卡庞特拉区；在地方选举方面，韦松拉罗迈讷是韦松拉罗迈讷县的中央投票站所在地，其市镇范围全境被划入沃克吕兹省第四选区；在社会管理方面，韦松拉罗迈讷是韦松旺图市镇公共社区的办公驻地。
截至2023年9月，韦松拉罗迈讷市镇范围内暂无任何城市敏感街区及城市政策优先街区。
法国国家统计与经济研究所（简称）在进行数据统计时，将韦松拉罗迈讷及相邻的另外三个市镇设为韦松拉罗迈讷城市核心区及韦松拉罗迈讷城市区。自2020年起，韦松拉罗迈讷城市区被包含14个市镇的韦松拉罗迈讷城市辐射区代替。此外，还将韦松拉罗迈讷市镇分为了两个“块区”（IRIS），以便于统计人口分布情况。

## 交通

### 公路
沃克吕兹省省道D51线、D71线、D938线、D975线和D977线在韦松拉罗迈讷境内交汇。普罗旺斯-阿尔卑斯-蓝色海岸大区下属的城际客运提供巴士线路，可前往卡庞特拉、尼永斯及奥朗日。
2020年，61.1%的韦松拉罗迈讷家庭拥有至少一辆私人汽车。2021年，韦松拉罗迈讷境内共发生各类交通事故5起，造成5人重伤。
| 19 | 33 |

| 21 | 30 |

| 阿维尼翁 | 49 |

| 勒蓬泰 | 46 |

| 奥朗日 | 29 |

| 卡庞特拉 | 28 |

| 锡斯特龙 | 88 |

| 尼永斯 | 17 |

### 铁路

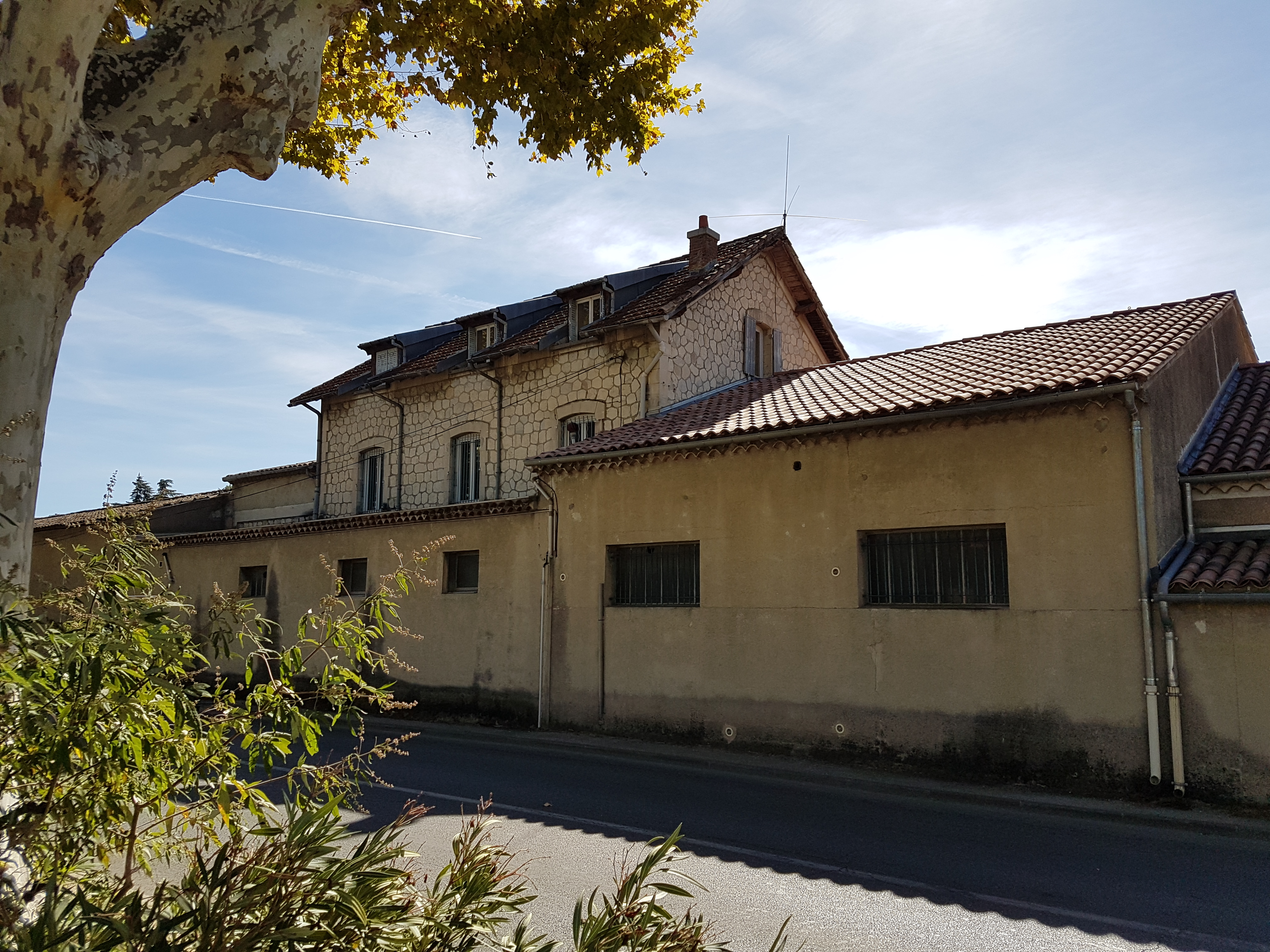
韦松火车站旧址

距离韦松拉罗迈讷最近的运营中的客运铁路车站为30公里外的奥朗日站，该站停靠直通巴黎的高速列车，以及往返于里昂和马赛之间的区域列车。

### 航空
距离韦松拉罗迈讷最近的民用航空站为60公里外的阿维尼翁机场，该机场开行季节性的旅客航线。

### 城市公共交通
截至2023年9月，韦松拉罗迈讷暂无城市公共交通系统。

## 政治

### 市政内阁
韦松拉罗迈讷的现任市长为让-弗朗索瓦·佩里尤先生（Jean-François PÉRILHOU），他是共和党的一名成员，在2020年的市政选举中获得了61.84%的支持率。
| 韦松拉罗迈讷历届市长 | 韦松拉罗迈讷历届市长                      | 韦松拉罗迈讷历届市长            |
| 任期                 | 市长                                      | 党派                            |
| -------------------- | ----------------------------------------- | ------------------------------- |
| 1944年－1947年       | Lucien GRANGEON 吕西安·格朗容             | PCF法国共产党                   |
| 1947年－1971年       | Théo DESPLANS 泰奥·德普朗                 | DVG左翼无党派人士 →RI独立激进党 |
| 1971年－1983年       | Yves MEFFRE 伊夫·梅夫尔                   | PS社会党                        |
| 1983年－1989年       | André THÈS 安德烈·泰斯                    | 無黨籍                          |
| 1989年－1992年       | Yves MEFFRE 伊夫·梅夫尔                   | PS社会党                        |
| 1992年－2001年       | Claude HAUT 克洛德·奥                     | PS社会党                        |
| 2001年－2003年       | Patrick FABRE 帕特里克·法布尔             | PS社会党                        |
| 2003年－2014年       | Pierre MEFFRE 皮埃尔·梅夫尔               | PS社会党                        |
| 2014年－             | Jean-François PÉRILHOU 让-弗朗索瓦·佩里尤 | DVD右翼无党派人士 →LR共和黨     |

### 各级选举
| 韦松拉罗迈讷历届投票选举结果 | 韦松拉罗迈讷历届投票选举结果   | 韦松拉罗迈讷历届投票选举结果 | 韦松拉罗迈讷历届投票选举结果 | 韦松拉罗迈讷历届投票选举结果      | 韦松拉罗迈讷历届投票选举结果 | 韦松拉罗迈讷历届投票选举结果 | 韦松拉罗迈讷历届投票选举结果 | 韦松拉罗迈讷历届投票选举结果 | 韦松拉罗迈讷历届投票选举结果 |
| 选举项目                     | 选举范围                       | 选区单位                     | 选区单位内的选举结果         | 选区单位内的选举结果              | 选区单位内的选举结果         | 选区单位内的选举结果         | 选区单位内的选举结果         | 选区单位内的选举结果         | 参考资料                     |
| 选举项目                     | 选举范围                       | 选区单位                     | 第一轮胜出者                 | 第一轮胜出者                      | 支持率                       | 第二轮胜出者                 | 第二轮胜出者                 | 支持率                       | 参考资料                     |
| ---------------------------- | ------------------------------ | ---------------------------- | ---------------------------- | --------------------------------- | ---------------------------- | ---------------------------- | ---------------------------- | ---------------------------- | ---------------------------- |
| 2017年法國總統選舉           | 法國                           | 市镇                         |                              | 弗朗索瓦·菲永                     | 25.2%                        |                              | 埃马纽埃尔·马克龙            | 63.75%                       | [ 27 ]                       |
| 2017年法国立法选举           | 沃克吕兹省第四选区             | 市镇                         |                              | 卡萝尔·诺尔马尼                   | 27.97%                       |                              | 卡萝尔·诺尔马尼              | 63.06%                       | [ 27 ]                       |
| 2019年欧洲议会选举           | 法國                           | 市镇                         |                              | 若尔当·巴尔代拉                   | 25.03%                       | （不适用）                   | （不适用）                   | （不适用）                   | [ 29 ]                       |
| 2021年法国省级选举           | 沃克吕兹省                     | 县                           |                              | 菲利普·德博尔加尔 奥莉维娅·加扎诺 | 31.57%                       |                              | 索菲·里戈 亚历山大·鲁        | 55.74%                       | [ 30 ]                       |
| 2021年法国省级选举           | 沃克吕兹省                     | 市镇                         |                              | 索菲·里戈 亚历山大·鲁             | 36.93%                       |                              | 索菲·里戈 亚历山大·鲁        | 64.92%                       | [ 30 ]                       |
| 2021年法国大区选举           | 普罗旺斯-阿尔卑斯-蔚蓝海岸大区 | 市镇                         |                              | 雷诺·米斯利耶                     | 39.23%                       |                              | 雷诺·米斯利耶                | 68.38%                       | [ 31 ]                       |
| 2022年法国总统选举           | 法國                           | 市镇                         |                              | 埃马纽埃尔·马克龙                 | 26.95%                       |                              | 埃马纽埃尔·马克龙            | 56.9%                        | [ 27 ]                       |
| 2022年法国立法选举           | 沃克吕兹省第四选区             | 市镇                         |                              | 维奥莱娜·里夏尔                   | 31.65%                       |                              | 维奥莱娜·里夏尔              | 56.5%                        | [ 27 ]                       |

## 人口
2020年，韦松拉罗迈讷市镇人口数量为5,892，在法国排名第1,868位。其中男性2,730人，女性3,162人，75岁及以上人口占16.2%，外籍人口数量为489人，人口密度为218人/平方公里，当地居民被称为（男性）或（女性）。2021年，韦松拉罗迈讷境内出生40人，死亡人口118人。
| 韦松拉罗迈讷1901年－2020年人口变化情况 |
|                                        |
| 数据来源：Cassini、INSEE               |

## 经济
韦松拉罗迈讷是一个区域性的中心城市。截至2023年9月，韦松拉罗迈讷市镇范围内共有各类用人单位（包含自雇）1,809家，平均历史为17年，其中98.81%为中小型企业（PME），2023年7月至9月间，当地的经济活力指数为-0.06%。（零售）、（野营地）及（路面工程）是当地2021年营业额最高的三个企业，分别为39,368,234欧元、5,043,141欧元和4,636,322欧元。

## 财政与居民收入
2021年，韦松拉罗迈讷的财政收入总额为11,023,200欧元，财政支出总额为9,367,090欧元，当年的债务总额为6,960,520欧元。2021年，韦松拉罗迈讷市镇通过增值税获得826,100欧元的收入，此外当地还共获得了409,690欧元的国家直接财政补助。
2019年，韦松拉罗迈讷的人均月收入总额为2,034欧元，其中高级职员为3,457欧元，低于法国平均水平（4,230欧元）；中级职员为2,200欧元，低于法国平均水平（2,411欧元）；普通职员为1,662欧元，亦低于法国平均水平（1,740欧元）。
2020年，韦松拉罗迈讷境内的贫困率为21%，青壮年（15至64岁）失业率为15.2%；2022年，当地40.6%的家庭拥有纳税资格，平均纳税3,915欧元，低于法国平均水平（4,393欧元）。

## 社会事务

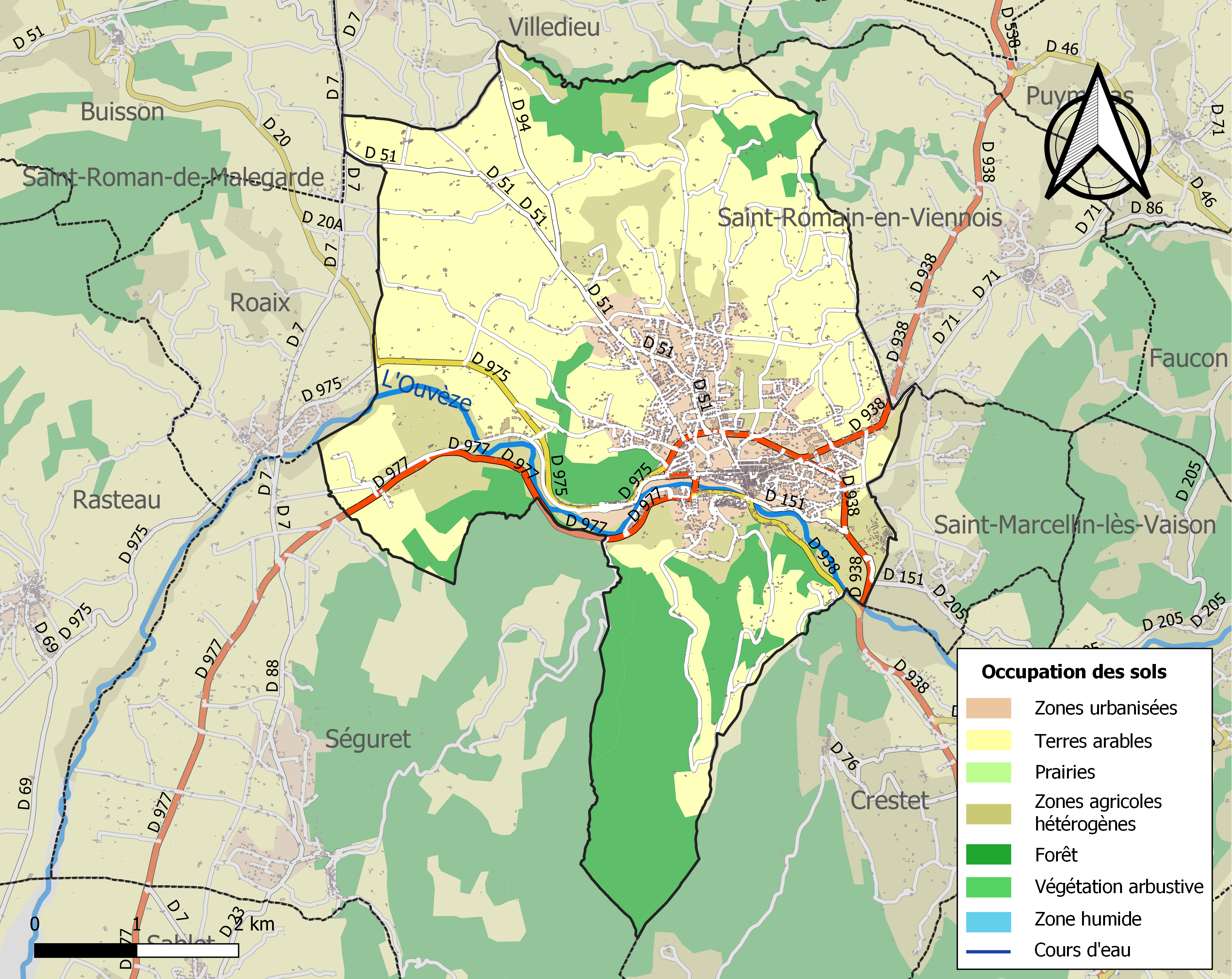
韦松拉罗迈讷土地利用情况地图

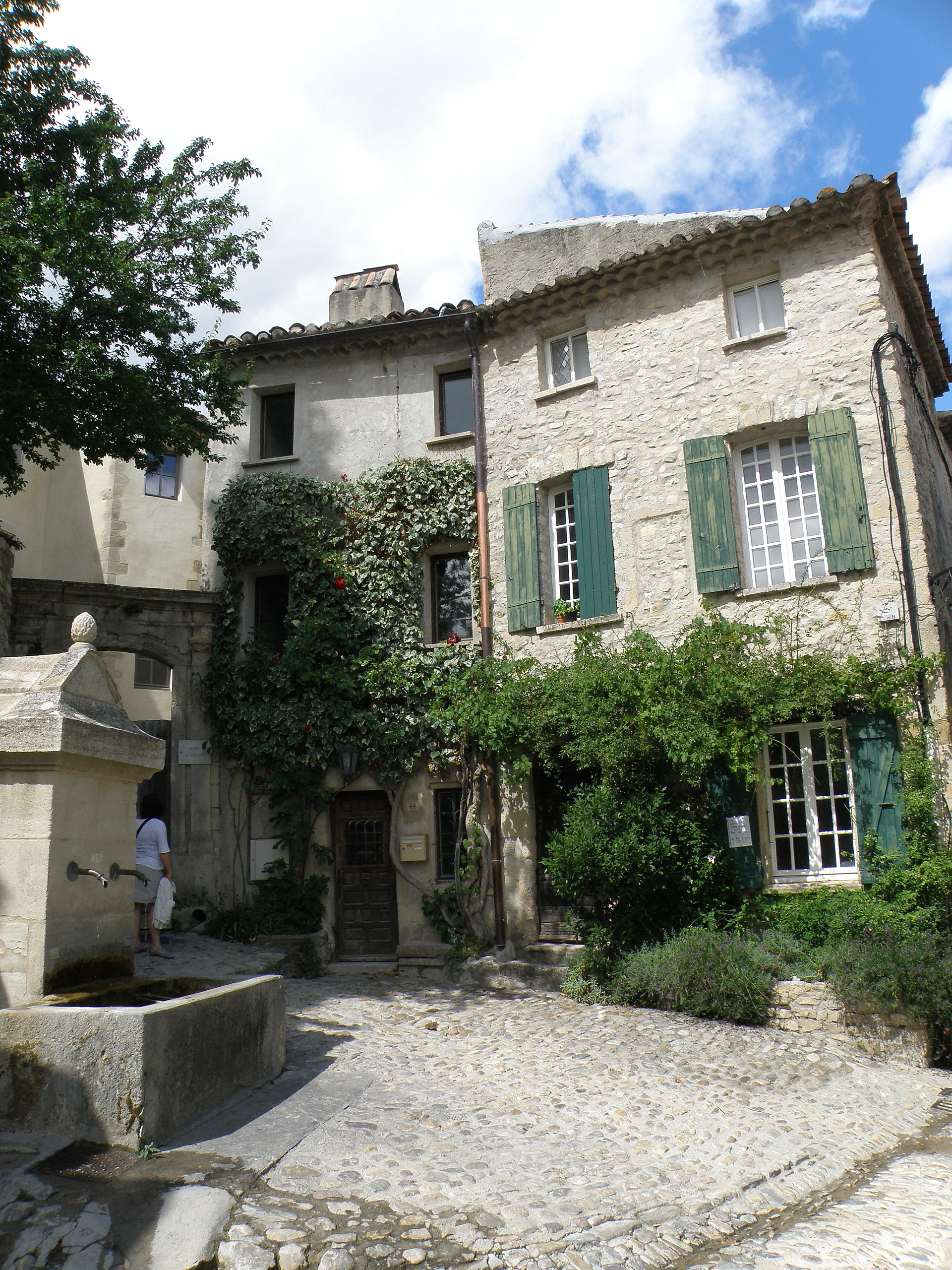
镇中心一处传统民居

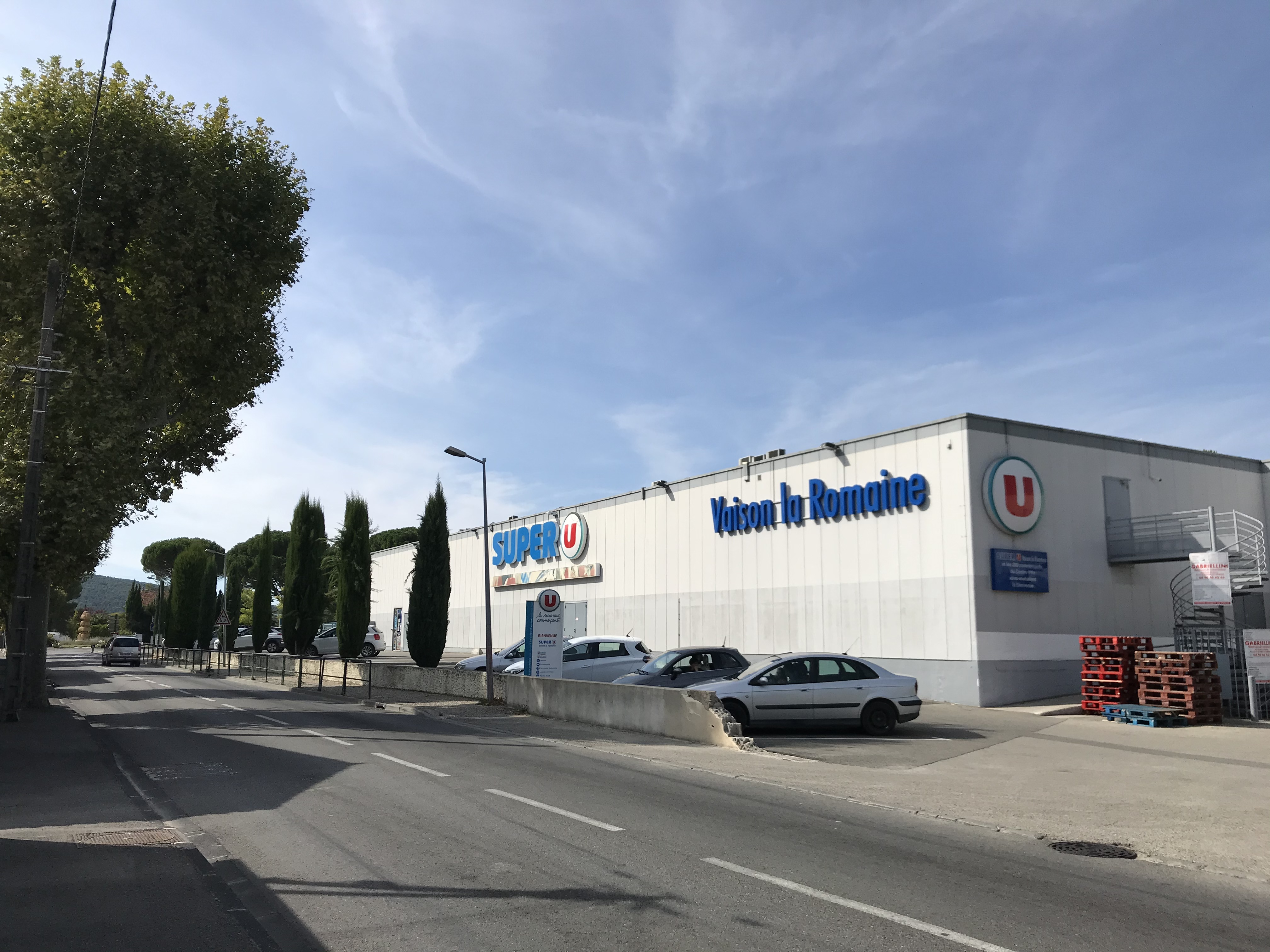
Super U超市

### 教育
韦松拉罗迈讷属于艾克斯-马赛学区。截至2021年1月1日，韦松拉罗迈讷境内共有2所幼儿园、2所小学、1所初级中学、1所普通高中和1所农业高中。2021至2022学年度，韦松拉罗迈讷境内共有在校中等教育阶段学生1,104名。

### 医疗
截至2021年1月1日，韦松拉罗迈讷境内共有全科医生10名、保健师9名、牙医10名、护士22名、耳科医生1名、眼科医生2名、助产士2名和妇科医生1名。境内共有药房3家、养老院1家、残疾人帮扶中心2家。
韦松拉罗迈讷中心医院（Centre Hospitalier de Vaison-la-Romaine）是法国的一个区域性医疗机构，其主病区位于韦松拉罗迈讷市区，设有床位57个，是当地规模最大的公立综合性医院。

### 住房
2020年，韦松拉罗迈讷境内共有各类住房4,065套，其中64.4%为独立式居民区，33.7%为集中式居民区。常住房屋占韦松拉罗迈讷市镇范围内居民建筑总量的72.1%。
在住房保障政策方面，2022年，韦松拉罗迈讷境内共有591户家庭获得了住房经济补助，受益人数占总人口数量的10.5%，其中570份为房租补助。

### 商业
2021年，韦松拉罗迈讷境内共有各类实体商铺296家，其中餐厅66家、大型超市3家、杂货店4家、面包房10家、肉铺3家、书店5家、装饰品店4家、银行门店8家、美容美发店15家、汽车维修店17家。市区东北部建有商业街区，有Super U、Lidl、Aldi等购物商场。

### 体育
2021年，韦松拉罗迈讷境内共有1家游泳池、2间体育馆、5处网球场、2处马术场、1处足球或橄榄球场以及1处篮球或排球场。
截至2023年9月，韦松拉罗迈讷境内共有三家注册足球俱乐部。瓦西奥孩童（Les Minots du Vasio，编号560562）是当地的代表性足球队，其主队2023至2024赛季参加沃克吕兹省足球联赛丙组（法国第十一级别），其主场为奥德修斯·法布尔球场（Stade Ulysse Fabre）。

### 环境
韦松拉罗迈讷的环境事务由其所属的韦松旺图市镇公共社区联合各级政府协调负责。2021年，韦松拉罗迈讷境内暂无污染企业。

### 治安
2021年，韦松拉罗迈讷市镇范围内共有1处宪兵队。
韦松拉罗迈讷及其附近的共54个市镇是卡庞特拉国家宪兵队的管辖范围。2020年，该宪兵队累计记录各类案件2,300起，其中盗窃类案件1,192起，经济类案件387起，毒品交易类案件116起。

## 文化
2021年，韦松拉罗迈讷境内共有1家电影院、1家博物馆和1家音乐厅。韦松拉罗迈讷境内建有市政多媒体中心（Médiathèque Municipale），每周二至六及每个月的首个和第三个周日向公众开放。

### 建筑
韦松拉罗迈讷境内有多处历史建筑，其中拿撒勒圣母大教堂、圣克南小教堂、钟楼塔（Tour de l'Horloge）等为法国国家文物保护单位。

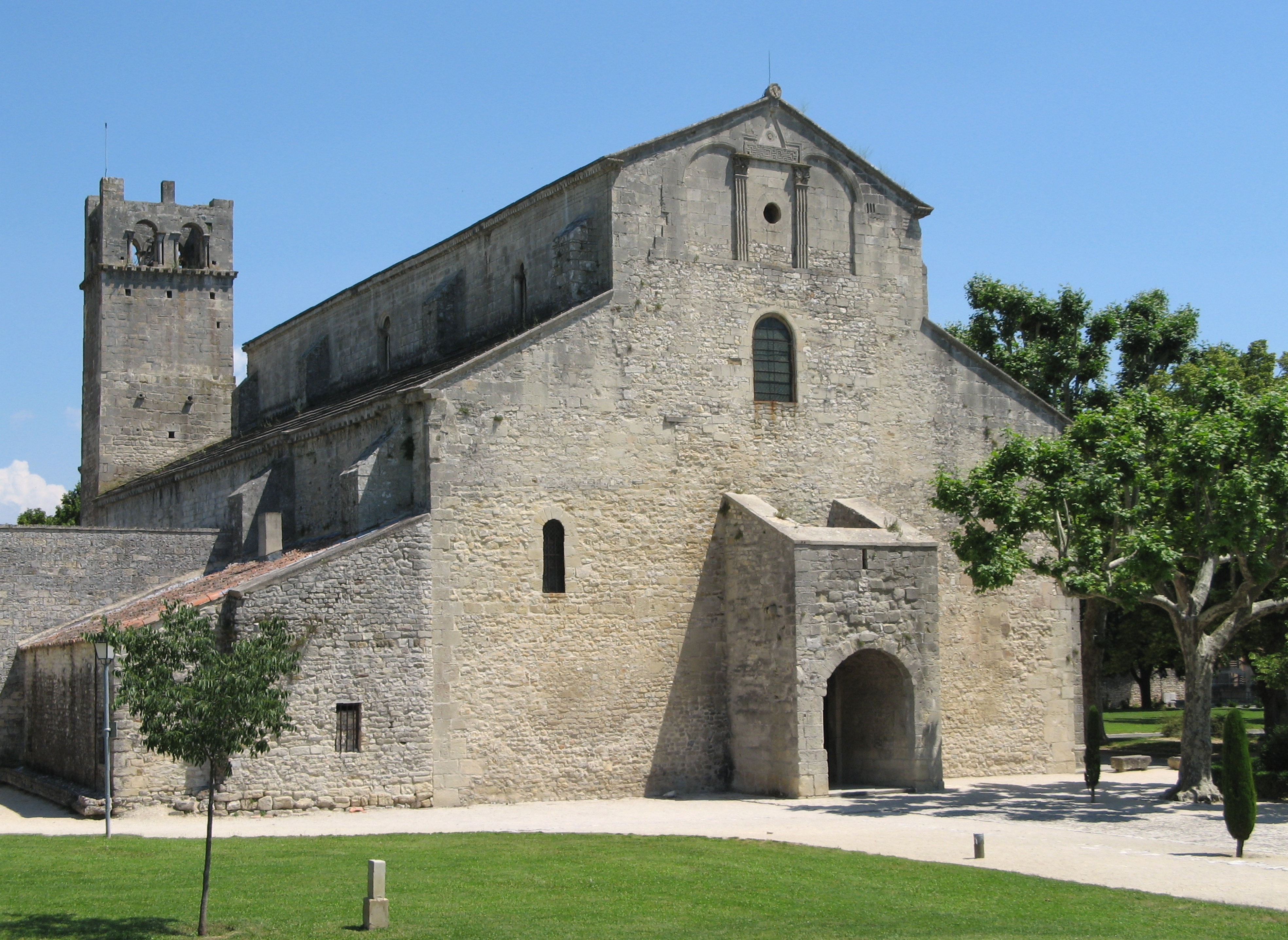
拿撒勒圣母大教堂（法语：Cathédrale Notre-Dame-de-Nazareth de Vaison-la-Romaine）
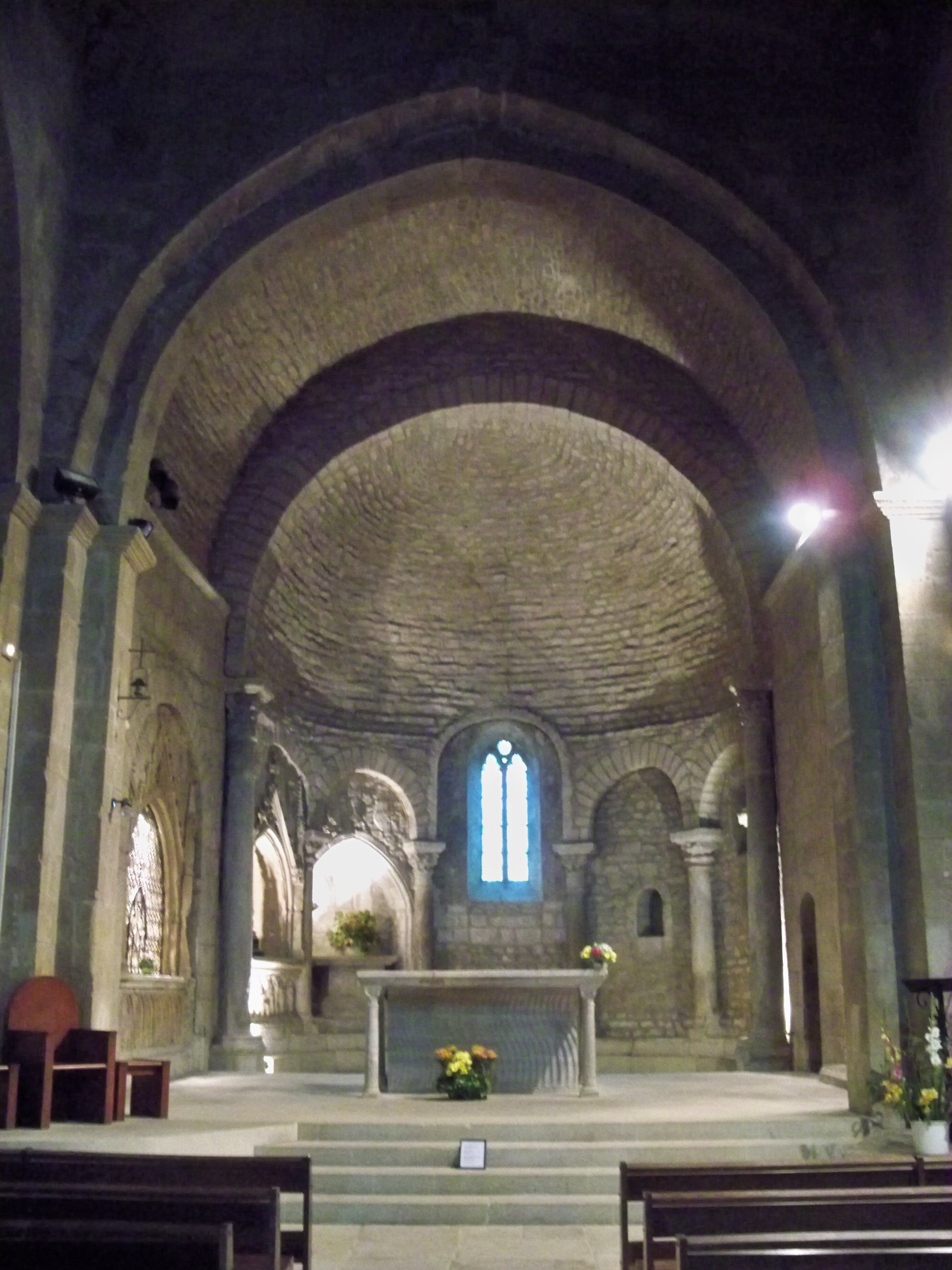
大教堂大厅
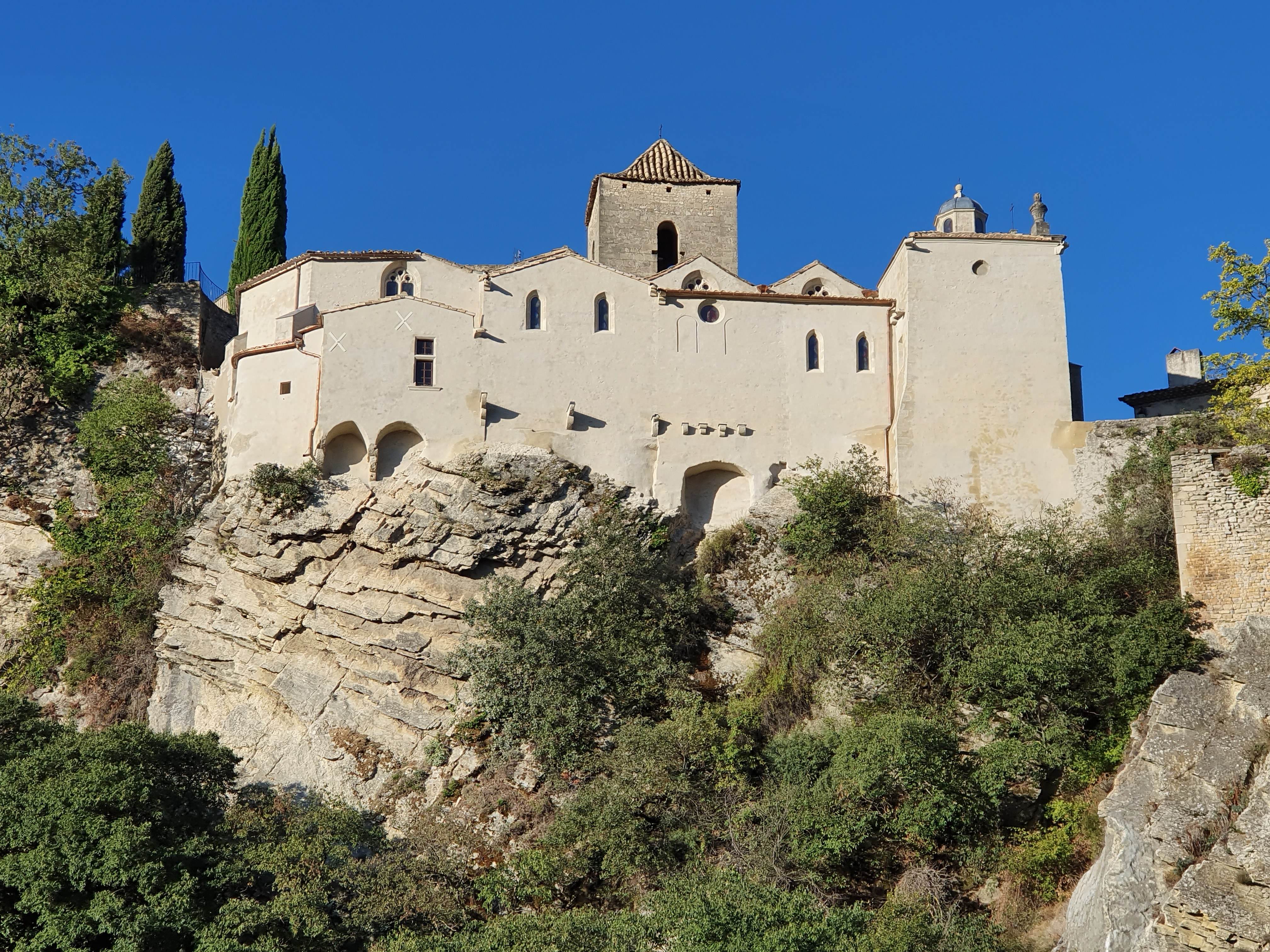
升天圣玛丽大教堂（法语：Cathédrale Sainte-Marie-de-l'Assomption de Vaison-la-Romaine）
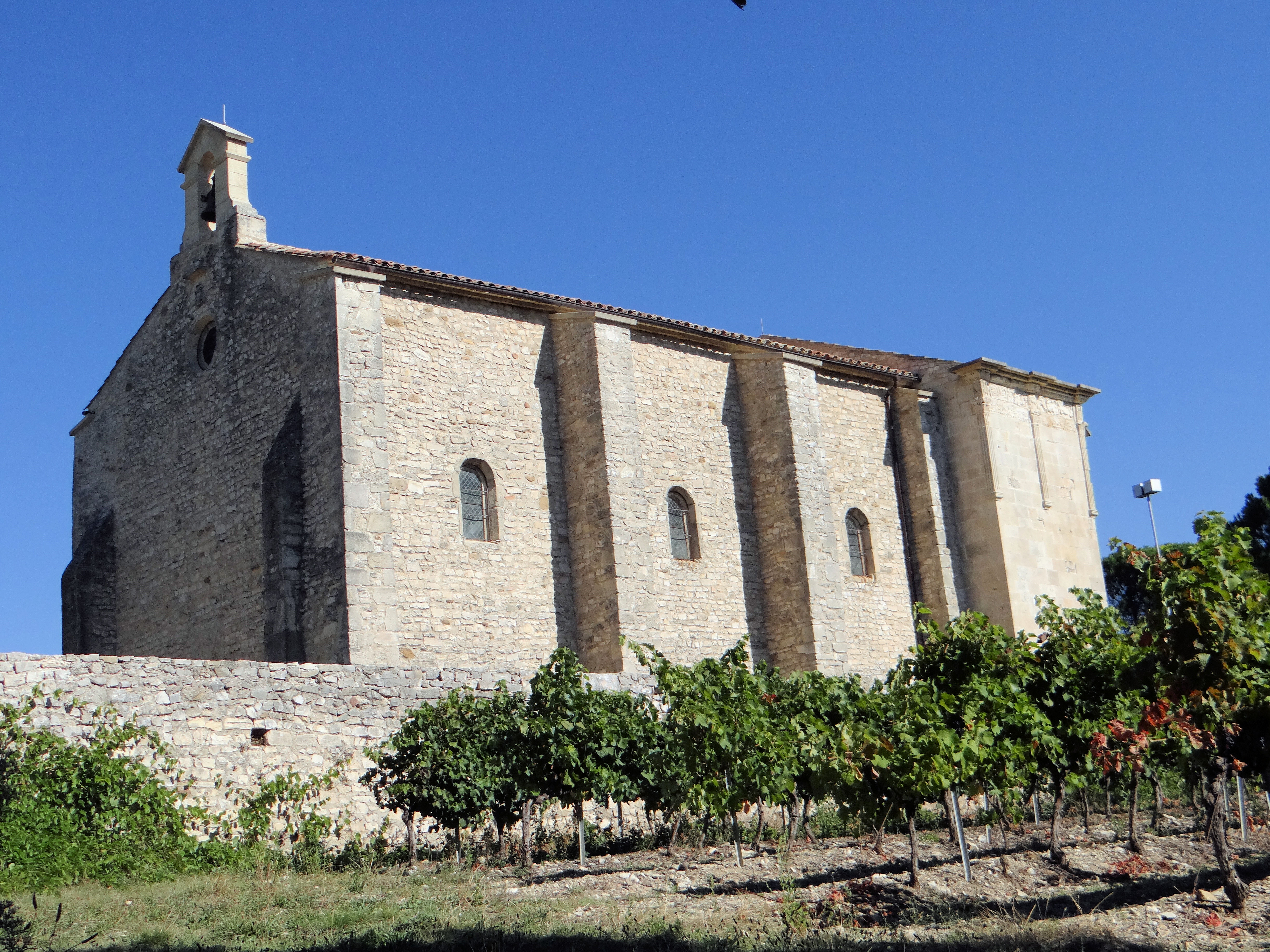
圣克南小教堂
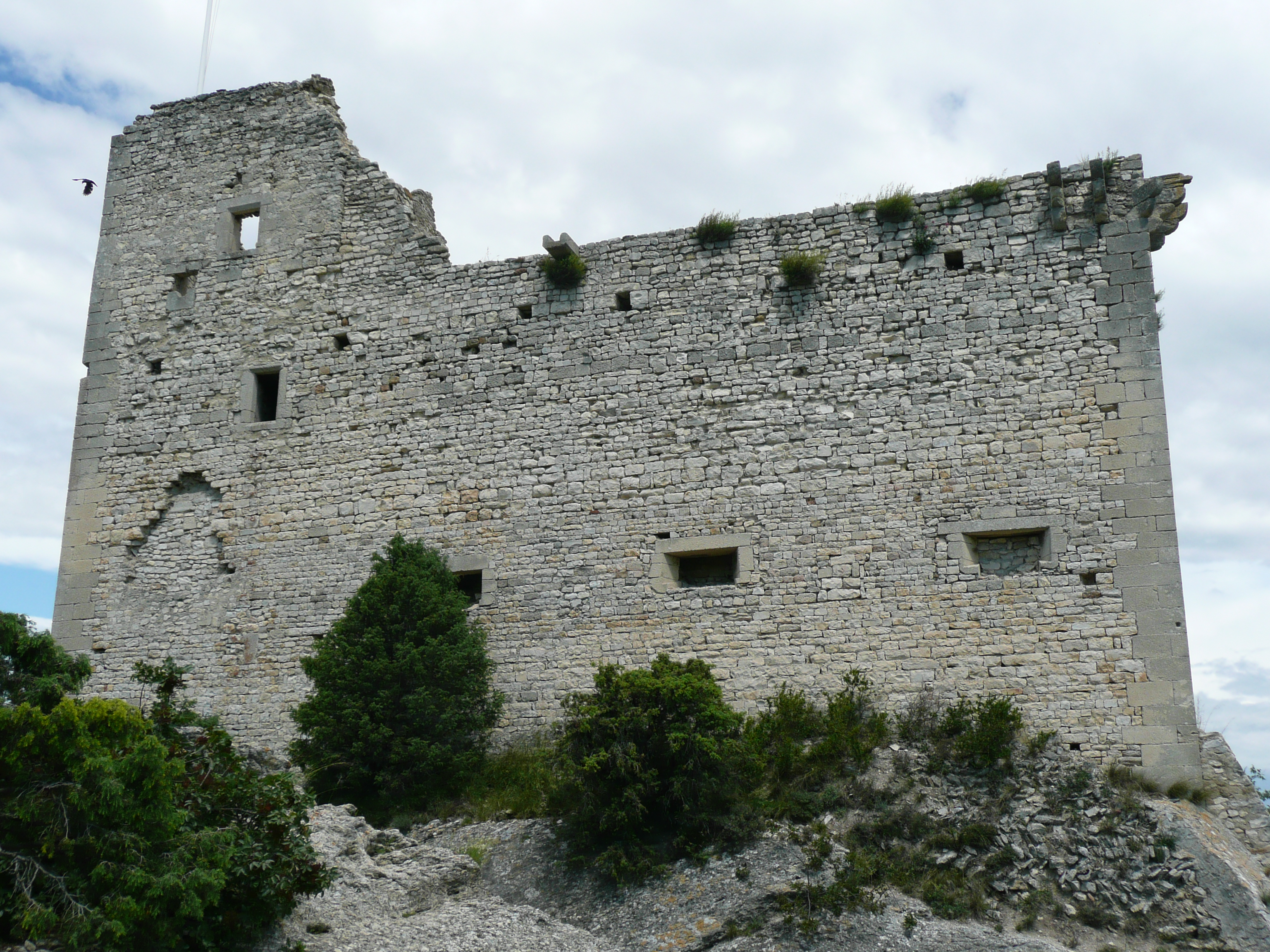
伯国城堡遗址
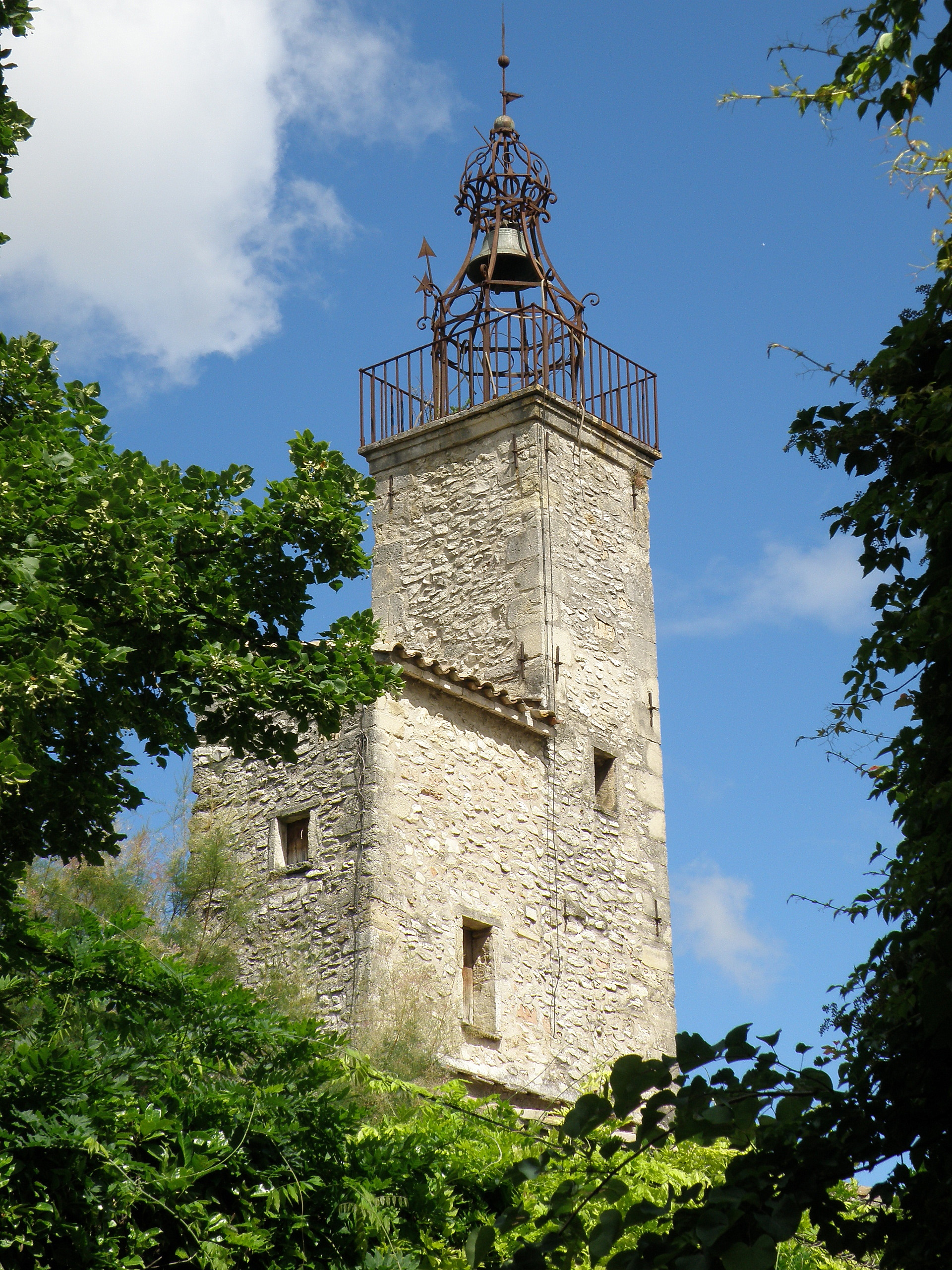
钟楼塔
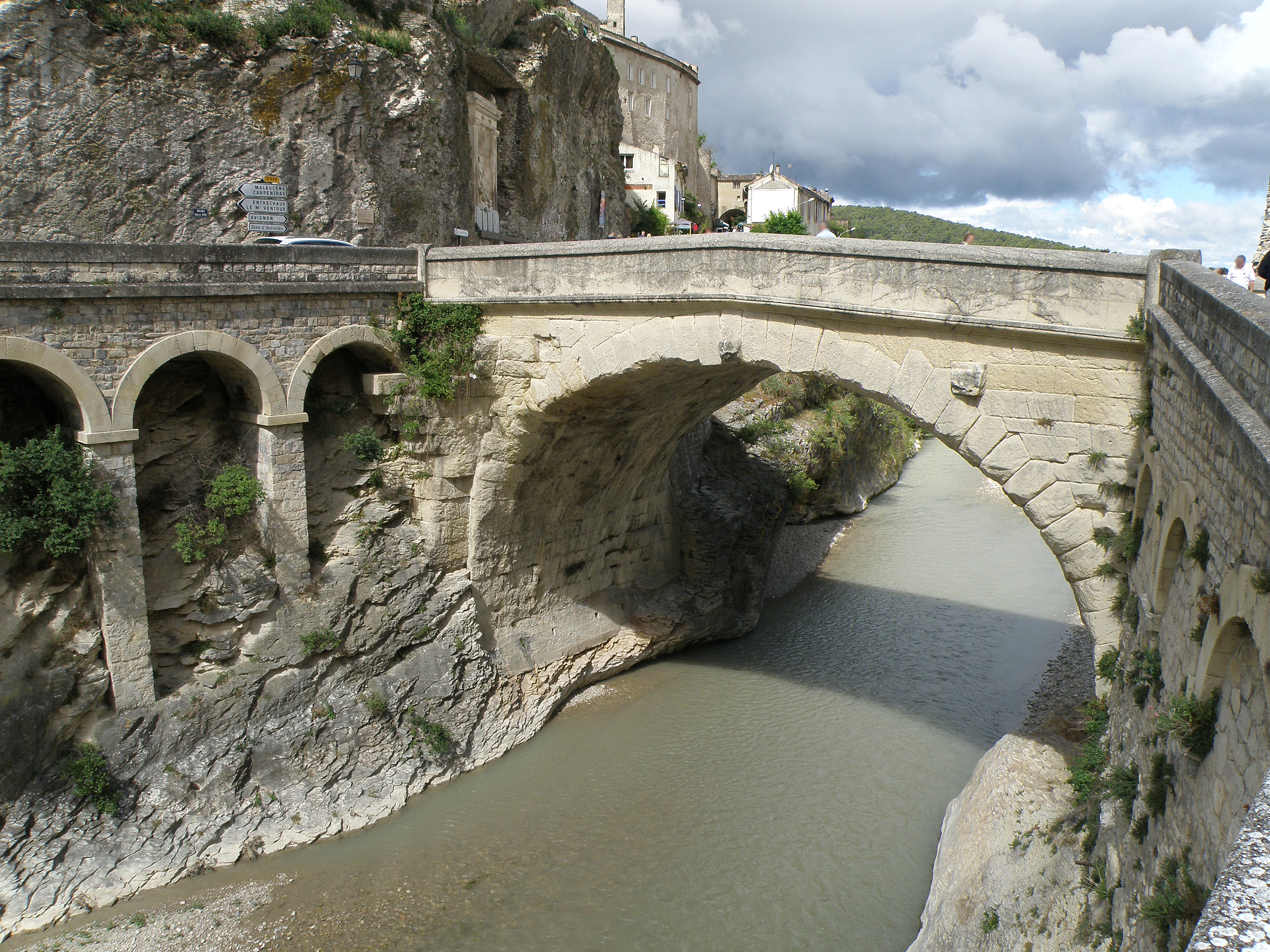
罗曼桥（法语：Pont romain de Vaison-la-Romaine）

### 旅游
韦松拉罗迈讷的旅游事务由其所属的韦松旺图市镇公共社区负责。2023年，韦松拉罗迈讷境内共有3家酒店共计75间房间；另有3个露营地，可容纳共586辆露营车。

### 媒体
法国主要的媒体均可在韦松拉罗迈讷接收，法国电视三台下属的普罗旺斯-阿尔卑斯-蓝色海岸大区频道在部分时段播出韦松拉罗迈讷所在沃克吕兹省的地方新闻。《沃克吕兹晨报》、《普罗旺斯报》、《自由多菲内报》、蓝色法兰西沃克吕兹广播、卡马尔格广播等是当地主要的地方性媒体。

## 相关人物
古罗马历史学家特洛古斯和天主教圣人克南出生于韦松拉罗迈讷。法国文学家马克斯·加洛逝世于韦松拉罗迈讷。

## 友好城市
截至2023年9月，韦松拉罗迈讷共与一座城市建立了友好城市关系：
- 瑞士 马蒂尼